# Madrigal !
Madrigal !, op. 53, est une œuvre de la compositrice Mel Bonis, datant de 1901.

## Composition
Mel Bonis compose Madrigal ! Mélodie ou chœur pour deux voix de femmes avec une courte intervention soliste. Le texte est une poésie de Madeleine Pape-Carpantier. L'œuvre est dédiée aux cantatrices « à Mmes Jumel et Legrand ». Elle est publiée aux éditions Hachette, en 1901. Elle est rééditée par Armiane en 2005 puis Fortin Armiane dans le volume 3 des mélodies de Mel Bonis en 2014.

## Sources
- Étienne Jardin, Mel Bonis (1858-1937) : parcours d'une compositrice de la Belle Époque, 2020 (ISBN 978-2-330-13313-9 et 2-330-13313-8, OCLC 1153996478, lire en ligne)